# Heliophila trifurca
Heliophila trifurca är en korsblommig växtart som beskrevs av William John Burchell och Dc. Heliophila trifurca ingår i släktet solvänner, och familjen korsblommiga växter. Inga underarter finns listade i Catalogue of Life.